# Сорокин, Максим Фёдорович
Макси́м Фёдорович Соро́кин (16 января 1899, Баку — 1965) — советский государственный и партийный деятель. Первый секретарь Дагестанского областного комитета ВКП(б) (1937—1939). Входил в состав особой тройки НКВД СССР.

## Биография
Родился в русской семье в Баку в семье Фёдора Сорокина. После окончания начальной школы работал котельщиком.
В 1918 г. в Красной гвардии. Затем был секретарём Бакинского комитета КСМ Азербайджана, секретарём Закавказского крайкома ВЛКСМ.
17—25 апреля 1923 года делегат XII съезда РКП(б) с совещательным голосом от ЦК РКСМ.
В 1924—1926 гг. член Бюро ЦК ВЛКСМ, председатель Военной комиссии ЦК ВЛКСМ, помощник начальника Политического управления РККА по комсомолу. После 1926 г. на комсомольской работе (Ленинград).
В 1937 г. 2-й секретарь Дагестанского обкома ВКП(б). В октябре 1937 г. — январе 1939 г. 1-й секретарь Дагестанского обкома ВКП(б). Этот период отмечен вхождением в состав особой тройки, созданной по приказу НКВД СССР от 30.07.1937 № 00447 и активным участием в сталинских репрессиях.
В 1942-43 гг. — председатель Пензенского горисполкома.
С 1943 по 1947 — заместитель председателя Исполнительного комитета Пензенского областного Совета.
В 1947—1948 годах обучался на курсах переподготовки руководящих советских работников в Высшей партийной школе ЦК ВКП(б).
С 1948 по 1950 — начальник Пензенского областного управления пищевой промышленности.
Член ВКП(б) с 1918 (по другим данным с 1920).